# Lissoscarta pebasensis
Lissoscarta pebasensis är en insektsart som beskrevs av Young 1977. Lissoscarta pebasensis ingår i släktet Lissoscarta och familjen dvärgstritar. Inga underarter finns listade i Catalogue of Life.